# Edu del Prado
Edu del Prado (Valencia, 17 agosto 1977 – Valencia, 23 giugno 2018) è stato un attore, ballerino e cantante spagnolo di madre spagnola e padre guineano.

## Carriera
Debuttò come cantante a 20 anni, pubblicando nel 1997 il suo primo album Edu, che riuscì ad ottenere un buon riscontro di vendite in Spagna. Successivamente Del Prado partecipò ad alcune importanti rappresentazioni teatrali come Notre Dame de Paris, Jekyll & Hyde, il musical e Cats.
Ottenne una certa notorietà internazionale nel 2005, quando venne scelto per interpretare il ruolo di Cesar nell'ultima stagione del telefilm Paso adelante, e grazie al quale partecipò anche ai concerti e al disco del gruppo U.P.A. Dance insieme a Miguel Ángel Muñoz ed Elisabeth Jordán.
Dal 2007 al 2018 è stato professore di canto nell'edizione spagnola del talent show Star Academy e nello stesso anno ha pubblicato un nuovo album Edu Del Prado.
È morto a Valencia all'età di 40 anni il 23 giugno 2018, dopo una lunga malattia.

## Discografia
- Edu (1997)
- Contigo con gli UPA Dance (2005)
- Edu del Prado (2008)